# Opper-Lausitzs voetbalkampioenschap 1922/23 (Zuidoost-Duitsland)
In 1922/23 werd het achtste Opper-Lausitzs voetbalkampioenschap gespeeld, dat georganiseerd werd door de Zuidoost-Duitse voetbalbond. 
Aan het einde van de competitie stonden drie clubs op de eerste plaats, omdat de Zuidoost-Duitse eindronde al snel begon werd ATV Görlitz hiervoor afgevaard. De club werd laatste in de groepsfase. Hierna werd pas de play-off voor de titel gespeeld, die naar STC Görlitz ging, voor de eindronde was het echter te laat. 

## Bezirksliga
| Plaats | Club                          | Wed.           | W              | G              | V              | Saldo          | Ptn            |
| ------ | ----------------------------- | -------------- | -------------- | -------------- | -------------- | -------------- | -------------- |
| 1.     | ATV 1847 Görlitz              | 8              | 6              | 0              | 2              | 34:8           | 12:4           |
| 2.     | Saganer SV                    | 8              | 6              | 0              | 2              | 13:8           | 12:4           |
| 3.     | STC Görlitz 06                | 8              | 6              | 0              | 2              | 7:6            | 12:4           |
| 4.     | VfB Lauban                    | 8              | 2              | 0              | 6              | 9:27           | 4:12           |
| 5.     | SC Preußen 1912 Bad Warmbrunn | 8              | 0              | 0              | 8              | 1:15           | 0:16           |
| 6.     | VfB Sorau                     | Teruggetrokken | Teruggetrokken | Teruggetrokken | Teruggetrokken | Teruggetrokken | Teruggetrokken |

|  | Play-off titel      |
|  | Degradatie play-off |

Degradatie play-off
VfB Sorau had zich teruggetrokken, maar omdat ze het volgende seizoen wel weer wilden aantreden speelden ze een play-off tegen Bad Warmbrunn. 
|                  |           |        |                               |          |
| 9 september 1923 | VfB Sorau | 11 – 0 | SC Preußen 1912 Bad Warmbrunn | Kohlfurt |
| 9 september 1923 |           |        |                               | Kohlfurt |

### Play-off
| Plaats | Club             | Wed. | W | G | V | Saldo | Ptn |
| ------ | ---------------- | ---- | - | - | - | ----- | --- |
| 1.     | STC Görlitz 06   | 4    | 3 | 0 | 1 | 9:5   | 6:1 |
| 2.     | ATV 1847 Görlitz | 3    | 1 | 0 | 2 | 4:3   | 2:4 |
| 3.     | Saganer SV       | 3    | 1 | 0 | 2 | 4:9   | 2:4 |

|  | Kampioen |